# Abu Hafs ibn Sayrî
Abu-Hafs ibn Sayrí fue un potentado mallorquín emparentado con el último valí musulmán de Mallorca, Abu-Yahya Muhammad ibn Ali ibn Abi-Imran at-Tinmalali, durante la Cruzada contra Al-Mayûrqa. Su abuelo perteneció a la familia de Jabbala ibn al-Ayham al-Gassânî.
Durante el asedio de Madîna Mayûrqa, cuando vio que la caída de la ciudad era inminente, huyó a las montañas donde reunió 16.000 supervivientes y se fortificó para resistir los asedios de las tropas cruzadas.
Murió el 10 de Rabí del año 628 de la hégira (14 de febrero del año 1231).